# La Coiffeuse (Picasso)
Pour les articles homonymes, voir La Coiffeuse.
La Coiffeuse est un tableau du peintre espagnol Pablo Picasso réalisé en 1911.

## Histoire

### Vol du tableau
Le tableau est enlevé en 1999 directement dans les réserves du Centre Pompidou puis officiellement déclaré volé par la Direction en 2001, l'enquête de police piétine devant le peu d'éléments. En février 2015, la toile est retrouvée aux États-Unis,,. Le 13 août 2015, le tableau est restitué à l'ambassade de France aux États-Unis,,.